# Sven Ribbing (1588–1640)
Sven Ribbing, född 15 december 1588 i Finnekumla församling, Älvsborgs län, Finland, död 9 april 1640 i Skedevi församling, Östergötlands län, var en svensk godsägare. 

## Biografi
Ribbing föddes 1588 på Fästered i Finnekumla församling. Han var son till riksskattmästaren Seved Ribbing och Anna Gyllenstierna. Ribbing arbetade 1612 som hovråd hos hertig Johan av Östergötland och därefter hos Karl Filip. Han blev 5 juni 1630 assessor i Åbo hovrätt, men tillträde inte tjänsten.Ribbing avled 1640 på Tisenhult i Skedevi församling och begravdes i Östra Skrukeby kyrka. I kyrkan sattes hans vapen upp tillsammans med sin första frus vapen. Samma vapen med årtalet 1626 finns målat på orgelläktaren i kyrkan.
Ribbing ägde gårdarna Grensholm i Östra Skrukeby socken, Degla i Lommaryds socken och Lådby i Kvillinge socken.

### Familj
Ribbing gifte sig första gången 1614 med Metta Rosengren (1597–1634). Hon var dotter till ståthållaren Ture Rosengren och Mechtild Eriksdotter Ulfsparre af Broxvik. De fick tillsammans barnen överstelöjtnant Seved Ribbing (1615–1647), Ture Ribbing (1617–1617), landshövdingen Thure Ribbing (1619–1656), en dotter (född 1621), överstelöjtnant Gustaf Ribbing (1623–1657), Anna Ribbing (1625–1658) som var gift med kammarrådet Jesper Crusebjörn, Maria Ribbing (död 1685) som var gift med landshövdingen Hans Kyle och överstelöjtnanten Jakob von Neumann, Mechtild Ribbing (död 1692) som var gift med landshövdingen Udde Knutsson Ödell och lagmannen Lennart Ribbing (1631–1697).
Ribbing gifte sig andra gången 24 oktober 1637 på Harbroholm med Anna Kyle. Hon var dotter till Cales Hansson Kyle och Hillevi Posse. Anna Kyle var änka efter översten Johan Wernstedt. Ribbing och Kyle fick tillsammans sonen löjtnant Carl Ribbing (1638–1657).